# Overdose (EP Exo)
Overdose è il terzo EP del gruppo musicale sudcoreano-cinese EXO, pubblicato il 7 maggio 2014.

## Descrizione
L'EP è stato pubblicato in due versioni: una in coreano interpretata dalla subunità Exo-K ed una in mandarino interpretata dalla subunità Exo-M.

## Tracce

### Versione coreana
1. Overdose (중독?, JungdokLR, lit. Addiction) – 3:25 (testo: Kenzie, Jeon Ji-eun, Hwang Seon-jeong, Kim Jeong-mi – musica: Jeon Ji-eun, Hwang Seon-jeong, Kim Jeong-mi, Harvey Mason Jr., Damon Thomas, Kenzie, Chaz Jackson, Orlando Williamson, Britt Burton, Rodnae "Chikk" Bell)
2. Baekhyun, D.O. – Moonlight (월광?) – 4:26 (testo: Seo Ji-eum – musica: Harvey Mason Jr., Damon Thomas, Britt Burton, Rodnae "Chikk" Bell)
3. Thunder (천둥?) – 3:13 (testo: Jeon Gan-di – musica: Will Simms, Hiten Bharadia, Raphaella Mazaheri-Asadi)
4. Run (런?) – 3:37 (testo: Seo Ji-eum – musica: Ana Diaz, Jarrad Rogers, Natalia Hajjara)
5. Love, Love, Love – 3:55 (testo: Seo Ji-eum – musica: Deez ,Jimmy Burney, Daniel "Obi" Klein)
6. EXO – Overdose (중독?, JungdokLR, lit. Addiction) – 3:25 (testo: Kenzie, Jeon Ji-eun, Hwang Seon-jeong, Kim Jeong-mi – musica: Jeon Ji-eun, Hwang Seon-jeong, Kim Jeong-mi, Harvey Mason Jr., Damon Thomas, Kenzie, Chaz Jackson, Orlando Williamson, Britt Burton, Rodnae "Chikk" Bell)

### Versione cinese
1. Overdose (上瘾T) – 3:25 (testo: 黄貞穎T Annakid – musica: Jeon Ji-eun, Hwang Seon-jeong, Kim Jeong-mi, Harvey Mason Jr., Damon Thomas, Kenzie, Chaz Jackson, Orlando Williamson, Britt Burton, Rodnae "Chikk" Bell)
2. Chen, Luhan – Moonlight (月光T) – 4:26 (testo: Lin Xinye – musica: Harvey Mason Jr., Damon Thomas, Britt Burton, Rodnae "Chikk" Bell)
3. Thunder (雷电T) – 3:13 (testo: Lin Xinye – musica: Will Simms, Hiten Bharadia, Raphaella Mazaheri-Asadi)
4. Run (奔跑T) – 3:37 (testo: Zhou Mi – musica: Ana Diaz, Jarrad Rogers, Natalia Hajjara)
5. Love, Love, Love (梦中梦T) – 3:55 (testo: 黄貞穎T Annakid – musica: Deez ,Jimmy Burney, Daniel "Obi" Klein)
6. EXO – Overdose (上瘾T) – 3:25 (testo: 黄貞穎T Annakid – musica: Jeon Ji-eun, Hwang Seon-jeong, Kim Jeong-mi, Harvey Mason Jr., Damon Thomas, Kenzie, Chaz Jackson, Orlando Williamson, Britt Burton, Rodnae "Chikk" Bell)

## Classifiche

### Classifiche settimanali
| Classifica (2014) | Posizione massima | Posizione massima |
| Classifica (2014) | EXO-K ver.        | EXO-M ver.        |
| ----------------- | ----------------- | ----------------- |
| Corea del Sud     | 1                 | 2                 |
| Giappone          | 3                 | 5                 |
| Stati Uniti       | 129               | —                 |

### Classifiche di fine anno
| Classifica (2014) | Posizione  | Posizione  |
| Classifica (2014) | EXO-K ver. | EXO-M ver. |
| ----------------- | ---------- | ---------- |
| Corea del Sud     | 1          | 2          |

| Classifica (2015) | Posizione  | Posizione  |
| Classifica (2015) | EXO-K ver. | EXO-M ver. |
| ----------------- | ---------- | ---------- |
| Corea del Sud     | 93         | —          |